# Lower Capitol
Lower Capitol ist eine Siedlung im Parish Saint Andrew im Zentrum von Grenada.

## Geographie
Die Siedlung liegt im Inselinnern, im Tal des Balthazar Rivers auf ca. 165 m Höhe. Im Umkreis liegen die Siedlungen Morne Longue, Castaigne, Nianganfoix, Birch Grove und Upper Capitol. 
Der umgebende Wald steht im Mount St. Catherine Forest Reserve unter Naturschutz.